# کوتوه (استان پودلاسکی)
کوتوه (به لهستانی:  Kotły) یک روستا در لهستان است که در گمینا بیلسک پودلاسکی واقع شده‌است.